# Mocky Story
Pour plus de détails, voir Fiche technique et Distribution.
Mocky Story est un film français réalisé par Jean-Pierre Mocky, sorti en 1991.

## Synopsis
Une histoire policière nécessite le montage d'extraits de plusieurs des anciens films du réalisateur.

## Fiche technique
- Réalisateur, scénario, dialogues, directeur de production et montage : Jean-Pierre Mocky
- Société de production et distributeur d'origine: Koala Films et Lonely Pictures
- Directeurs de la photographie : Jean Badal et Edmond Richard
- Costumes : Marina Zuliani
- Assistant-réalisateur : Mathieu Barbier et Christophe Bier
- Régie : Laurent Graticola
- Durée : 100 minutes
- Pays :  France
- Année de production : 1990

## Distribution
- Jean-Pierre Mocky : lui-même
- Jean Abeillé : le brûleur de pellicules
- Gérard Hoffmann et Patrice Laffont : des snobs
- Jean-Paul Bonnaire : Bourvil
- Sylvie Joly : la femme à la piscine
- Dominique Zardi : un supporteur
- Antoine Mayor : un manifestant
- Christian Chauvaud : Le cycliste
- Anne Zamberlan
- Patrice Laffont
- Jean-Pierre Clami
- François Toumarkine
- Eric Le Roy : Un compagnon de la marguerite